# Percy Jackson – Die Schlacht um das Labyrinth

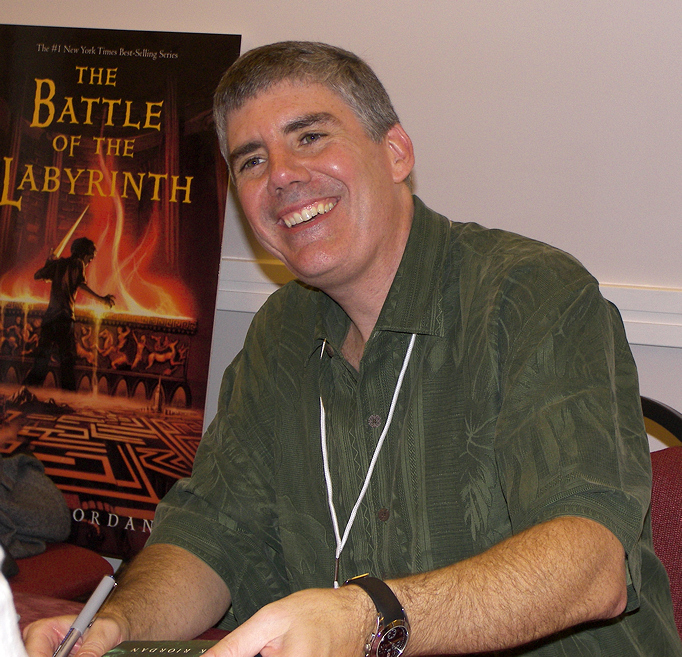
Rick Riordan

Percy Jackson – Die Schlacht um das Labyrinth (Originaltitel: Percy Jackson & The Olympians: The Battle of the Labyrinth) ist ein Fantasy-Roman des US-amerikanischen Jugendbuchautors Rick Riordan. Es ist nach Diebe im Olymp, Im Bann des Zyklopen und Der Fluch des Titanen der vierte Teil der Percy-Jackson-Reihe. Das Buch erschien im Jahr 2011, die deutsche Übersetzung von Gabriele Haefs wurde im Carlsen Verlag veröffentlicht.

## Inhalt
Der gefangene Titanenherrscher Kronos, der verräterische Halbgott Luke und ihre Armee aus schrecklichen Monstern und wütenden Halbgöttern rüsten sich für den Kampf gegen die Götter des Olymps und die Halbgötter von Camp Half-Blood.
Als der anfangs 14-jährige Percy Jackson, Halbgott und Sohn des Meeresgottes Poseidon, ins Sommercamp zurückkehrt, ist nichts mehr so, wie es einst war. Nicht nur, dass ihr Campleiter Mr D (der Weingott Dionysos) verschwunden ist, die einstigen Feindinnen Annabeth und Clarisse plötzlich die besten Freundinnen zu sein scheinen und ihr Unterrichtsleiter, der Zentaur Chiron, mit den Kriegsvorbereitungen beschäftigt ist; auch kommen Percy als einzigem der neue Schwertkampftrainer Quintus und sein Höllenhund Mrs O’Leary höchst verdächtigt vor. Er verdächtigt ihn, für Luke und Kronos zu spionieren.
Doch bevor Percy seinem Verdacht nachgehen kann, erfährt das Camp, dass Luke das jahrtausendealte unterirdische Labyrinth erforscht, um einen geheimen Weg zum Olymp und ins Halbblut-Camp zu finden. Annabeth bekommt den Auftrag, ihn zusammen mit Percy, Percys Halbbruder Tyson und dem Satyr Grover aufzuhalten und Dädalus, den Erfinder des Labyrinths zu finden, der einst von König Minos von Kreta dort eingesperrt wurde. Doch dafür müssen sie zur Mitte des Labyrinths gelangen, die Fallen und Illusionen des Labyrinths überstehen und schreckliche Monster besiegen. Währenddessen ist Kronos kurz davor, sich einen neuen Körper zu erschaffen und die Ketten seines Gefängnisses zu sprengen.

## Hörbuch
Percy Jackson – Die Schlacht um das Labyrinth erschien auch als Hörbuch, gelesen von Marius Clarén.